# União da Vitória
União da Vitória là một đô thị thuộc bang Paraná, Brasil. Đô thị này có diện tích 720,005 km², dân số năm 2007 là 53048 người, mật độ 72 người/km².